# Año Internacional de los Suelos
2015 fue proclamado Año Internacional de los Suelos por la Asamblea General de las Naciones Unidas mediante la resolución 68/232, aprobada el 20 de diciembre de 2013. Esta iniciativa fue impulsada por la Organización de las Naciones Unidas para la Alimentación y la Agricultura (FAO), en el marco de la Alianza Mundial por el Suelo, con el objetivo de resaltar la importancia de los suelos como base fundamental para el desarrollo agrícola, la seguridad alimentaria, las funciones esenciales de los ecosistemas y el mantenimiento de la vida en la Tierra. La FAO promovió esta designación reconociendo que la sostenibilidad de los suelos constituye un factor importante para enfrentar los desafíos derivados del crecimiento de la población mundial y fomentar una gestión sostenible de los recursos del suelo. Además, en la misma resolución se proclamó el 5 de diciembre como el Día Mundial del Suelo, con el fin de mantener de manera anual la conciencia global sobre la importancia de los suelos.

## Actividades y alcance
Durante el año, se llevaron a cabo múltiples actividades orientadas a crear conciencia sobre la importancia de los suelos y los problemas asociados con su degradación, como la desertificación y la sequía. La FAO, en colaboración con gobiernos, organizaciones internacionales y regionales, así como con la sociedad civil y el sector privado, organizó seminarios, talleres, campañas educativas y publicaciones para destacar la necesidad de una gestión sostenible de los suelos. También se promovió el intercambio de conocimientos científicos sobre el suelo, enfatizando su papel en la biodiversidad, la seguridad alimentaria y la mitigación del cambio climático. La financiación de estas actividades se basó en contribuciones voluntarias de diversas partes interesadas, garantizando que los costos no recayeran en los fondos obligatorios de las Naciones Unidas. El Año Internacional de los Suelos sirvió además como plataforma para reforzar la cooperación internacional en temas relacionadas con la sostenibilidad del suelo y aumentar la participación de países en desarrollo, especialmente aquellos los afectados por la desertificación.

## Objetivos del Año Internacional de los Suelos
- Conseguir la plena concienciación de la sociedad civil y los responsables de la toma de decisiones sobre la profunda importancia del suelo para la vida humana;
- Educar al público sobre el papel crucial que desempeña el suelo en la seguridad alimentaria, la adaptación y la mitigación del cambio climático, los servicios ecosistémicos esenciales, la mitigación de la pobreza y el desarrollo sostenible;
- Apoyar políticas y acciones eficaces para el manejo sostenible y la protección de los recursos del suelo;
- Promover inversiones en actividades de manejo sostenible de la tierra para desarrollar y mantener suelos saludables para los diferentes usuarios de la tierra y grupos de población;
- Fortalecer iniciativas en relación con el proceso de los Objetivos de Desarrollo Sostenible y la agenda post-2015;
- Promover una mejora rápida de la capacidad para la recopilación de información sobre el suelo y la supervisión a todos los niveles (mundial, regional y nacional).[5]